# Attische stijl
Tussen de 7e en de 4e eeuw v.Chr. kwam in het Griekse Attica, met de hoofdstad Athene, de Attische stijl tot bloei, gevolgd door het Hellenisme.
In de Attische periode speelde de schilder een opvallende rol. Het beschilderen van amfora's, vazen en ceramiekschalen was volop aan bod.
De oudste Attische klei werd bewerkt met zwarte vernis en versierd met uitsluitend abstract geometrische figuren.
De daaropvolgende protoattische stijl vertoonde al schematisch voorgestelde silhouetten, omgeven door geometrische afzettingen, zoals de grote Dipylon-amfora. Uit de groeve van Analatos komen al schalen met dierenscènes, waarop wild met opengesperde muil is afgebeeld. Iets later volgen hierop de eerste mythologische taferelen, zoals op de grote amfora in het Eleusis-museum, met Odysseus en zijn gezellen en Perseus met de Gorgonen.
Vanaf 600 v.Chr. kende men de ceramiek met de zwarte figuren, gevolgd door deze met de rode figuren. De Amfora van Nessos en de François-vaas, beschilderd door Clitias en bewaard in het archeologische museum van het Italiaanse Florence, zijn er bekende getuigen van.
De kunstenaars van die tijd werden vaak genoemd naar de kunstsite ofwel direct naar het gevonden kunststuk. Zo ging het om de schilder van Andokidès, de schilder van Psiax of van Oltos. De gouden tijd van de schalendecorateurs bracht de schilders van Brygos, Douris en Macron in de schijnwerper. Het was trouwens de schilder van de Brygos-beker, die de Fond Blanc in het licht bracht.
Het eind van de Attische stijl werd gekenmerkt, tussen 370 en 320 v.Chr., door de stijl van Kertch, waarbij minder zorg werd besteed aan zowel de geklede figuren als aan de naakten, en waarbij een overdadig gebruik van wit en goud opviel.